# Liste der Kulturdenkmale in Immenstedt (Nordfriesland)
In der Liste der Kulturdenkmale in Immenstedt (Nordfriesland) sind alle Kulturdenkmale der schleswig-holsteinischen Gemeinde Immenstedt (Kreis Nordfriesland) aufgelistet (Stand: 10. März 2025). 

## Legende
In den Spalten befinden sich folgende Informationen:
- Objekt-ID: die Nummer des Kulturdenkmales
- Lage: die Adresse des Kulturdenkmales und die geographischen Koordinaten. Kartenansicht, um Koordinaten zu setzen. In der Kartenansicht sind Kulturdenkmale ohne Koordinaten mit einem roten Marker dargestellt und können in der Karte gesetzt werden. Kulturdenkmale ohne Bild sind mit einem blauen Marker gekennzeichnet, Kulturdenkmale mit Bild mit einem grünen Marker.
- Offizielle Bezeichnung: Bezeichnung des Kulturdenkmales
- Beschreibung: die Beschreibung des Kulturdenkmales
- Bild: ein Bild des Kulturdenkmales

## Sachgesamtheiten
| Objekt-ID | Lage                                        | Offizielle Bezeichnung   | Beschreibung | Bild |
| --------- | ------------------------------------------- | ------------------------ | --- | ---- |
| 47735     | Westerende 1–3 (54° 32′ 19″ N, 9° 9′ 41″ O) | Hofanlage Westerende 1–3 | Hofanlage Westerende 1-3; im Kern 1853; Wohn- und Wirtschaftsgebäude in Form eines reetgedeckten Geesthardenhauses aus Backstein, kleineres Altenteilerhaus, Backhaus, nach Süden Hof- und Vorgartenfläche mit Einfriedung - Begründung: geschichtlich, städtebaulich, Kulturlandschaft prägend - Schutzumfang: Wohn- und Wirtschaftsgebäude mit Backhaus, Hoffläche mit Vorgarten, Vorgarteneinfriedung (Westerende 3), Altenteil (Westerende 1) | BW   |

## Bauliche Anlagen
| Objekt-ID | Lage                                        | Offizielle Bezeichnung       | Beschreibung | Bild |
| --------- | ------------------------------------------- | ---------------------------- | --- | ---- |
| 47729     | Hauptstraße 42 (54° 32′ 36″ N, 9° 9′ 43″ O) | Geesthardenhaus              | Geesthardenhaus; 1942; langgestreckter Backsteinbau unter pfannengedecktem Schopfwalmdach, südlicher Wohnteil mit breitem Zwerchhaus über rundbogigem Eingang, nördlicher Stalltrakt mit Flügel nach Osten und Lootor an der Westseite; vor dem Wohnteil begrünter Vorgarten mit Einfriedungsmauer - Begründung: geschichtlich, städtebaulich - Schutzumfang: Geesthardenhaus, Vorgarten, Einfriedung - Denkmaltyp: Bauliche Anlage         | BW   |
| 5923      | Westerende 3 (54° 32′ 19″ N, 9° 9′ 41″ O)   | Wohn- und Wirtschaftsgebäude | Wohn- und Wirtschaftsgebäude; 1853; reetgedecktes Geesthardenhaus, eingeschossiger Backsteinbau mit Zwerchhaus und Lootor; Backhaus; nach Süden Hof- und Vorgartenfläche mit Einfriedung - Begründung: geschichtlich, städtebaulich, Kulturlandschaft prägend - Schutzumfang: Wohn- und Wirtschaftsgebäude, Backhaus, Hoffläche mit Vorgarten, Vorgarteneinfriedung - Denkmaltyp: Bauliche Anlage, Sachgesamtheit: Hofanlage Westerende 1-3 | BW   |

## Quelle
- Liste der Kulturdenkmale in Schleswig-Holstein – Kreis Nordfriesland (PDF)

- Karte mit allen Koordinaten:
- OSM |
- WikiMap